# كينت منساه
كينت منساه (بالإنجليزية: Kent Mensah)‏ هو مدون غاني، ولد في 30 أغسطس 1982 في أكرا في غانا.